# 1910 en philosophie
Chronologie de la philosophie
- 1906
- 1907
- 1908
- 1909
- 1910
- 1911
- 1912
- 1913
- 1914

L’année 1910 a été marquée, en philosophie, par les événements suivants :

## Publications
- Giambattista della Porta, (ed. Vincenzo Spampanato), Le commedie, vol. 1, Laterza, Bari, 1910 (lire en ligne)
- Lucien Lévy-Bruhl, Les fonctions mentales dans les sociétés inférieures (1910), lire en ligne sur Gallica
- Bertrand Russell, Principia Mathematica

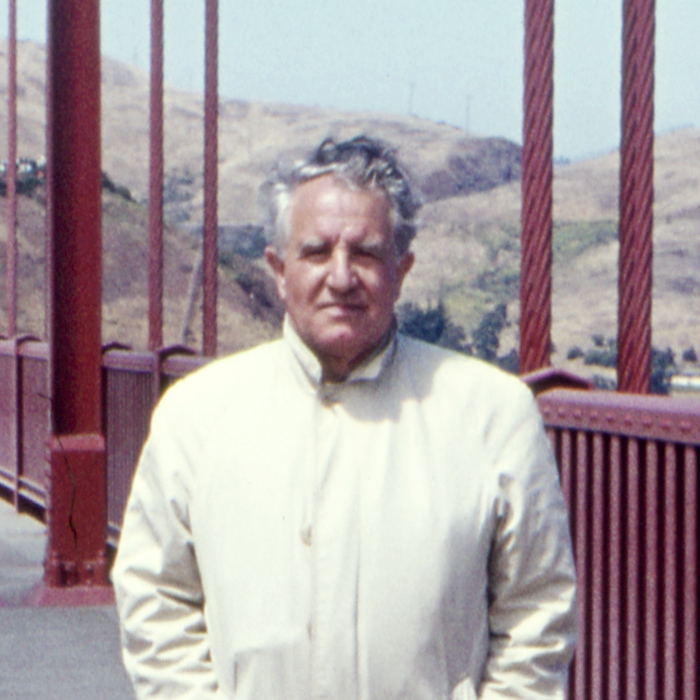
Max Bense (1910-1990)
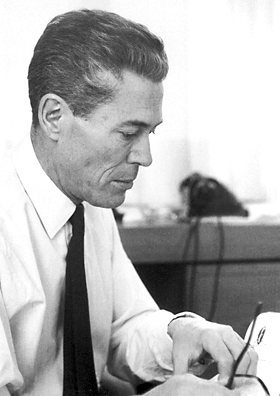
Jacques Monod (1910-1976)
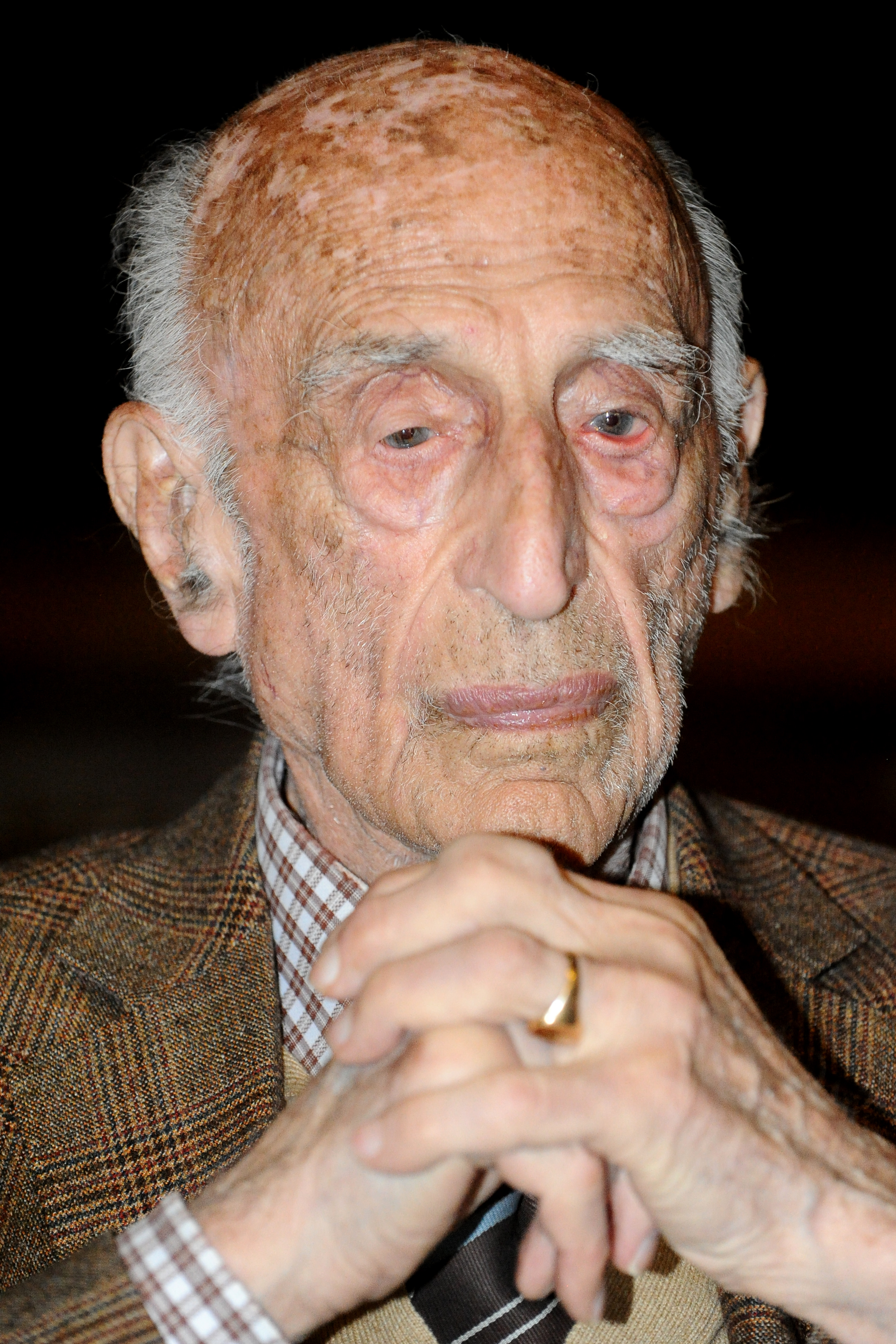
Gillo Dorfles (1910-)
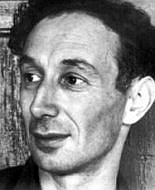
Augusto Del Noce (1910-1989)
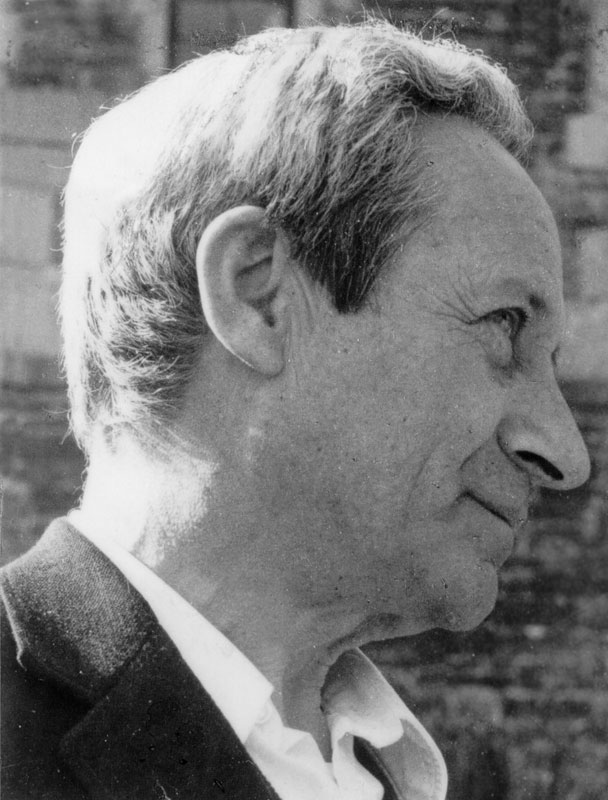
Léon Poliakov (1910-1997)
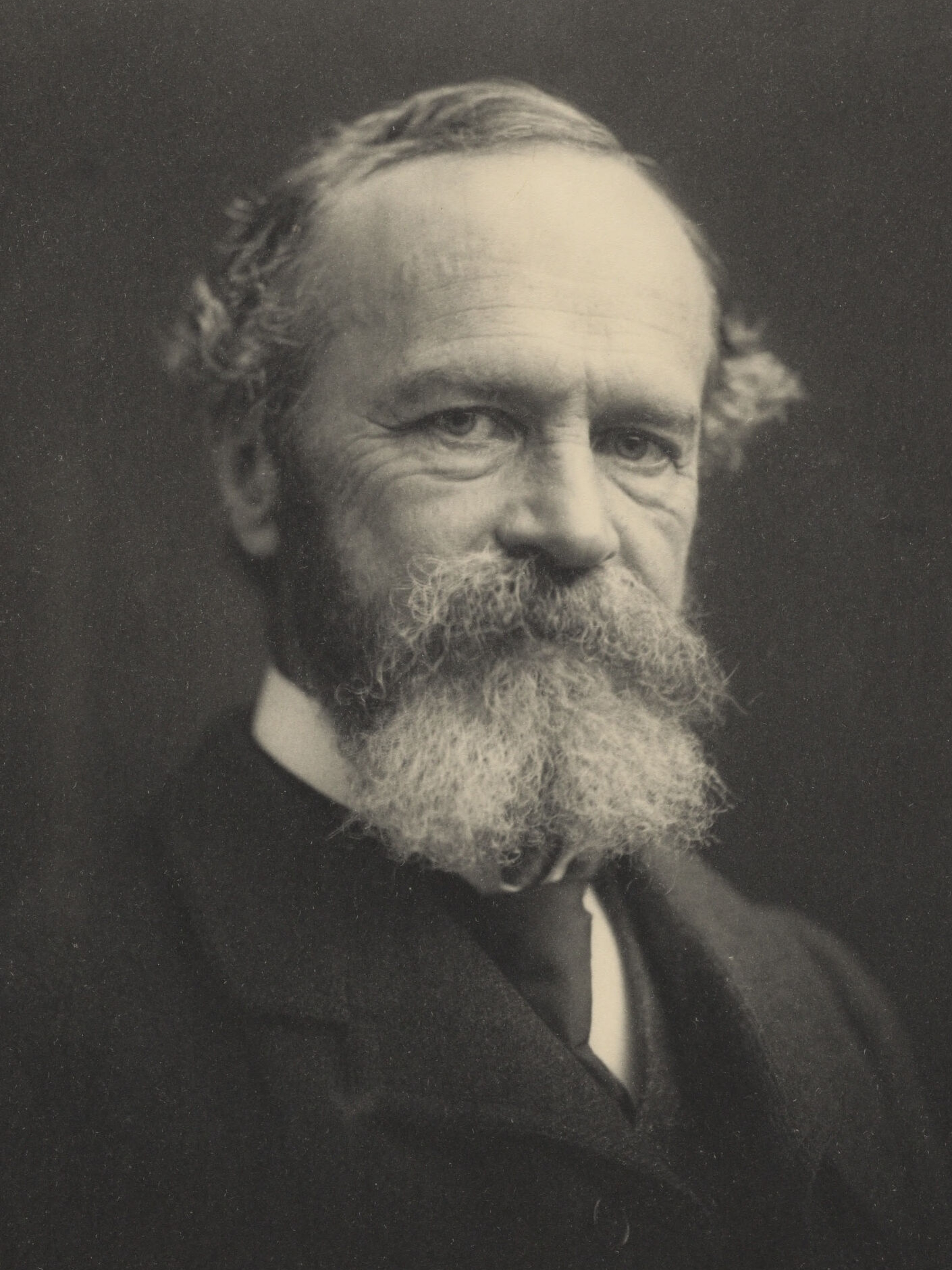
William James (1842-1910)
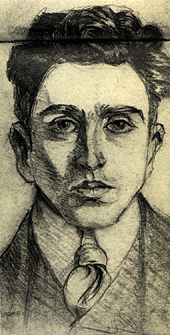
Carlo Michelstaedter (1887-1910)
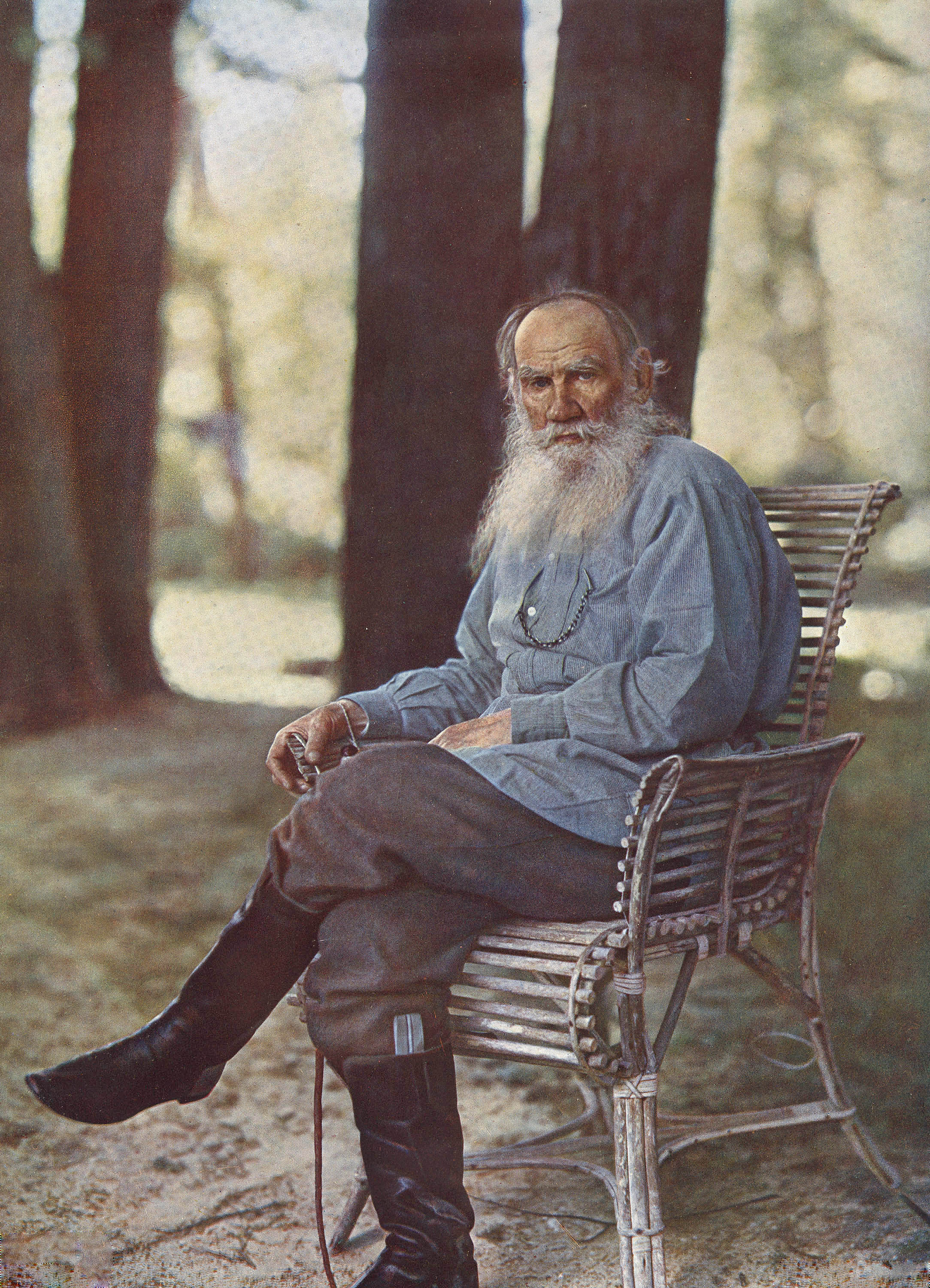
Leo Tolstoj (1828-1910)

## Naissances
- 7 février : Max Bense (Allemagne, -1990)
- 9 février : Mikel Dufrenne (France, -1995), Jacques Monod (France, -1976)
- 12 avril : Gillo Dorfles (Italie, - ?)
- 16 mai : Giacomo Soleri (Italie, -1963)
- 13 juillet : Jeanne Hersch (Suisse, -2000)
- 11 août : Augusto Del Noce (Italie, -1989)
- 29 octobre : Alfred Jules Ayer (Angleterre, -1989)
- 6 novembre : Miguel Reale (Brésil, -2006)
- 25 novembre : Léon Poliakov (France, -1997)
- 28 novembre : Bernard Charbonneau (France, -1996)

## Décès
- 26 août : William James (USA, 1842-)
- 17 octobre : Kurd Lasswitz (Allemagne, 1848-), Carlo Michelstaedter (Italie, 1887-)
- 20 novembre : Léon Tolstoï (Russie, 1828-)
- 25 novembre : Robert Flint (en) (Écosse, 1838-)